# Tortel
Tortel este o comună din provincia Capitán Prat, regiunea Aisén, Chile, cu o populație de 487 locuitori (2012) și o suprafață de 19930,6 km2.